# SubCom
SubCom是一家总部设于美国新泽西州伊顿敦的互联网基础设施服务商，主要从事海底光缆的铺设、设计及制造，成立于1955年的SubCom公司按海缆交付长度是世界四大海底电缆公司之一。运营有6艘海缆铺设船，总计铺设海缆长度超过84万公里。